# Javni sklad Republike Slovenije za razvoj kadrov in štipendije
Javni sklad Republike Slovenije za razvoj kadrov in štipendije (angleško Slovene Human Resources Development and Scholarship Fund) je ustanovila Vlada Republike Slovenije in sicer kot centralno izvedbeno institucijo za štipendiranje in razvoj kadrov.

## O skladu
Javni sklad Republike Slovenije za razvoj kadrov in štipendije je bil kot javni finančni sklad ustanovljen 29. decembra 2006 s preoblikovanjem javne ustanove „Ad futura, znanstveno-izobraževalna fundacija Republike Slovenije, javni sklad” z vsemi pravnimi posledicami, pravicami in obveznostmi, sredstvi, aktivnostmi, opremo in zaposlenimi na podlagi Zakona o zaposlovanju in zavarovanju za primer brezposelnosti in Resolucije o nacionalnih razvojnih projektih za obdobje 2007 – 2023.
Ustanovitelj sklada je Republika Slovenija, ustanoviteljske pravice v imenu Republike Slovenije izvršuje Vlada Republike Slovenije, za področje delovanja sklada pa je pristojno Ministrstvo za delo, družino, socialne zadeve in enake možnosti.
Sklad podeljuje različne vrste spodbud za dijake in študente, delodajalce in zaposlene. Med njegove programe spadajo Zoisove in kadrovske štipendije, štipendije za različne vrste študijskih mobilnosti, štipendije za študij v tujini, štipendije za deficitarne poklice ter štipendije za Slovence po svetu. Prav tako sklad kot osrednja nacionalna institucija za razvoj kadrov z različnimi programi vzpodbuja vlaganja v človeške vire za večjo zaposljivost, konkurenčnost podjetij ter tudi prenos znanja med zaposlenimi v posameznem podjetju.
V okviru Javnega sklada Republike Slovenije za razvoj kadrov in štipendije deluje tudi EducationUSA center, in sicer kot informacijska pisarna, ki posreduje informacije o vseh akreditiranih visokošolskih institucijah v Združenih državah Amerike.
Sklad med drugim izvaja tudi večletne instrumente, sofinancirane iz sredstev Evropskega socialnega sklada.

## Programi sklada

### Programi spodbujanja mednarodne mobilnosti - Ad futura
| Tip                     | Namen razpisa                                                                                  | Ciljna skupina |
| ----------------------- | ---------------------------------------------------------------------------------------------- | --- |
| Štipendije              | Štipendije za študij v tujini                                                                  | Odlični študentje, ki odhajajo oziroma so že na študiju v tujini                                                          |
| Štipendije              | Štipendije za doktorski študij na European University Institute (EUI)                          | Študenti, sprejeti na doktorski študij na EUI                                                                             |
| Sofinanciranje stroškov | Sofinanciranje raziskovalnega sodelovanja doktorskih študentov v tujini                        | Slovenski doktorski študenti, predvsem s področja naravoslovja, tehnike ali medicine                                      |
| Štipendije              | Štipendije za študijske obiske dijakov in študentov v tujini                                   | Dijaki in študenti, ki se izobražujejo v Sloveniji in odhajajo na študijski obisk v tujino                                |
| Štipendije              | Štipendije za individualno mobilnost študentov v tujino v okviru programa Erasmus (Erasmus+)   | Študenti, izbrani za mobilnost v okviru programa Erasmus+                                                                 |
| Sofinanciranje udeležbe | Sofinanciranje sodelovanja mladih raziskovalnih skupin in posameznikov na tekmovanjih v tujini | Posamezen dijak oziroma študent ali skupine dijakov oziroma študentov                                                     |
| Sofinanciranje udeležbe | Sofinanciranje udeležbe dijaka na Benjamin Franklin mednarodnem poletnem institutu             | Slovenski dijaki |
| Štipendije              | Program Fulbright                                                                              | Doktorski in podoktorski raziskovalci in predavatelji programa Fulbright                                                  |
| Štipendije              | Štipendije za podiplomski študij državljanov Zahodnega Balkana v Sloveniji                     | Tuji študenti iz držav Zahodnega Balkana, ki so dodiplomski študij zaključili na visokošolskih institucijah v teh državah |
| Štipendije              | Štipendije za državljane Zahodnega Balkana za dveletni program mednarodne mature               | Najboljši srednješolci, državljani držav Zahodnega Balkana, vpisani v program priprave na mednarodno maturo v Sloveniji   |
| Štipendije              | Štipendije za srednješolsko tehniško izobraževanje državljanov Zahodnega Balkana               | Srednješolci, državljani držav Zahodnega Balkana                                                                          |
| Štipendije              | Štipendije za izobraževanje tujih državljanov v Sloveniji na podlagi razvojnih dogovorov       | Državljani držav upravičenk za izobraževanje v Republiki Sloveniji                                                        |

### Ostali programi na osnovi Zakona o štipendiranju
| Tip        | Namen razpisa                                           | Ciljna skupina                                                                                                 |
| ---------- | ------------------------------------------------------- | --- |
| Štipendije | Zoisove štipendije                                      | Nadarjeni dijaki, študenti ter udeleženci izobraževanja odraslih                                               |
| Štipendije | Neposredno sofinanciranje kadrovskih štipendij          | Delodajalci, ki podeljujejo kadrovske štipendije                                                               |
| Štipendije | Štipendije za Slovence v zamejstvu in Slovence po svetu | Slovenci v zamejstvu in po svetu na dodiplomskem študiju v Republiki Sloveniji                                 |
| Štipendije | Štipendije za deficitarne poklice                       | Dijaki oziroma študenti, ki se izobražujejo za deficitarne poklice, ki so opredeljeni v politiki štipendiranja |

### Programi, sofinancirani izEvropskega socialnega sklada
| Naziv instrumenta                                                    | Trajanje  | Temeljni cilji |
| -------------------------------------------------------------------- | --------- | --- |
| Regijske štipendijske sheme                                          | 2007-2015 | Vzpostaviti sistem spodbud za povezovanje izobraževalnega sistema in potreb na trgu dela v posameznih regijah                                                                               |
| Usposabljanje in izobraževanje zaposlenih                            | 2011-2015 | Dvig izobrazbene ravni in usposobljenosti zaposlenih |
| Kompetenčni centri za razvoj kadrov                                  | 2010-2015 | Vzpostavitev kompetenčnih centrov, v katerih se bodo nadgrajevale veščine, znanja in kompetence zaposlenih                                                                                  |
| Vseživljenjska karierna orientacija za podjetja in njihove zaposlene | 2011-2015 | S pomočjo mreže zunanjih izvajalcev zaposlenim zagotoviti večjo dostopnost in kvaliteto razvoja njihovih karier                                                                             |
| Praktično usposabljanje z delom                                      | 2010-2014 | Spodbujanje vključevanja delodajalcev v izvajanje praktičnega usposabljanja z delom za dijake in študente višjih šol                                                                        |
| Zmanjševanje izobrazbenega primanjkljaja                             | 2007-2013 | Sofinanciranja šolnin odraslim osebam, starim med 25 in 64 let, ki so se vključili v srednješolsko izobraževanje odraslih. Sklad je z izvajanjem programa zaključil dne 30. 11. 2013.       |
| Popestrimo šolo                                                      | 2011-2015 | Vključiti vzgojno izobraževalne ustanove oz. javne zavode v izvajanje programov, ki prispevajo k razvoju kompetenc in sposobnosti in ki niso del rednega programa izobraževanja             |
| Mentorstvo za mlade                                                  | 2013-2015 | Medgeneracijskim prenos znanj in izkušenj med mlajšimi in starejšimi delavci |
| Po kreativni poti do praktičnega znanja                              | 2013-2015 | Vzpodbujanje projektov, v okviru katerih bodo študentje pod vodstvom svojih mentorjev iz izobraževalnega in gospodarskega okolja pridobili praktične izkušnje in razvijali svoje kompetence |

## EducationUSA
V okviru Javnega sklada Republike Slovenije za razvoj kadrov in štipendije deluje tudi EducationUSA center, in sicer kot informacijska pisarna, ki posreduje informacije o vseh akreditiranih visokošolskih institucijah v Združenih državah Amerike. EducationUSA je akreditiran in finančno podprt s strani ameriške vlade.